# Khánh An
Khánh An là một xã thuộc tỉnh Cà Mau, Việt Nam.

## Địa lý
Xã Khánh An có vị trí địa lý:
- Phía đông giáp phường Lý Văn Lâm và các xã Hồ Thị Kỷ, Thới Bình
- Phía tây giáp xã Đá Bạc và xã Khánh Lâm
- Phía nam giáp xã Khánh Bình
- Phía bắc giáp xã Khánh Lâm và xã Nguyễn Phích.

Xã Khánh An có diện tích 177,7 km², dân số năm 2024 là 27.170 người, mật độ dân số đạt 152 người/km².

## Hành chính
Xã Khánh An được chia thành 21 ấp: 1, 2, 3, 4, 5, 6, 7, 8, 9, 10, 11, 12, 13, 14, 15, 16, 17, 18, 19, 20, 21.

## Lịch sử
Ngày 20 tháng 9 năm 1975, Bộ Chính trị ban hành Nghị quyết số 245-NQ/TW về việc hợp nhất tỉnh Bạc Liêu, tỉnh Cà Mau và 2 huyện An Biên, Vĩnh Thuận (ngoại trừ 2 xã Đông Yên và Tây Yên) của tỉnh Rạch Giá thành một tỉnh mới, tên gọi tỉnh mới cùng với nơi đặt tỉnh lỵ sẽ do địa phương đề nghị lên.
Ngày 20 tháng 12 năm 1975, Bộ Chính trị ban hành Nghị quyết số 19/NQ về việc hợp nhất tỉnh Bạc Liêu và tỉnh Cà Mau thành một tỉnh mới, tên gọi tỉnh mới cùng với nơi đặt tỉnh lỵ sẽ do địa phương đề nghị lên.
Ngày 24 tháng 2 năm 1976, Chính phủ Cách mạng Lâm thời Cộng hòa miền Nam Việt Nam ban hành Nghị định số 3/NQ/1976 về việc hợp nhất tỉnh Bạc Liêu và tỉnh Cà Mau thành một tỉnh mới, lấy tên là tỉnh Bạc Liêu – Cà Mau. Khi đó, xã Khánh An thuộc huyện Thới Bình, tỉnh Cà Mau – Bạc Liêu.
Ngày 10 tháng 3 năm 1976, Chính phủ ban hành Nghị quyết về việc thành lập tỉnh Minh Hải trên cơ sở đổi tên tỉnh Bạc Liêu – Cà Mau. Khi đó, xã Khánh An thuộc huyện Thới Bình, tỉnh Minh Hải.
Ngày 29 tháng 12 năm 1978, Hội đồng Chính phủ ban hành Quyết định số 326-CP về việc:
- Thành lập huyện U Minh thuộc tỉnh Minh Hải.
- Chuyển xã Khánh An thuộc huyện Thới Bình về huyện U Minh mới thành lập quản lý.

Ngày 25 tháng 7 năm 1979, Hội đồng Chính phủ ban hành Quyết định số 275-CP về việc chia xã Khánh An thành 3 xã: Khánh An, Khánh Minh và Khánh Hiệp.
Ngày 2 tháng 2 năm 1991, Ban Tổ chức Chính phủ ban hành Quyết định số 51/QĐ-TCCP về việc:
- Sáp nhập xã Khánh Hiệp và xã Khánh Minh vào xã Khánh An.
- Sáp nhập xã Khánh Thới thuộc huyện Thới Bình vào xã Khánh An.

Ngày 6 tháng 11 năm 1996, Quốc hội ban hành Nghị quyết về việc chia tỉnh Minh Hải thành hai tỉnh là tỉnh Bạc Liêu và tỉnh Cà Mau. Khi đó, xã Khánh An thuộc huyện U Minh, tỉnh Cà Mau.
Tính đến ngày 31/12/2024:
- Xã Khánh An có 18 ấp: 1, 2, 3, 4, 5, 6, 7, 8, 9, 10, 11, 12, 13, 14, 15, 16, 17, 18.
- Một phần của xã Nguyễn Phích có 3 ấp: 7, 8, 9.

Ngày 12 tháng 6 năm 2025, Quốc hội ban hành Nghị quyết số 202/2025/QH15 về việc sắp xếp đơn vị hành chính cấp tỉnh (nghị quyết có hiệu lực từ ngày 12 tháng 6 năm 2025). Theo đó, sáp nhập tỉnh Bạc Liêu vào tỉnh Cà Mau.
Ngày 16 tháng 6 năm 2025, Ủy ban Thường vụ Quốc hội ban hành Nghị quyết số 1655/NQ-UBTVQH15 về việc sắp xếp các đơn vị hành chính cấp xã của tỉnh Cà Mau năm 2025 (nghị quyết có hiệu lực từ ngày 16 tháng 6 năm 2025). Theo đó, sáp nhập 21,3 km² diện tích tự nhiên, quy mô dân số là 6.442 người phần còn lại của xã Nguyễn Phích thuộc huyện U Minh vào toàn bộ 156,4 km² diện tích tự nhiên, quy mô dân số là 20.728 người của xã Khánh An thuộc huyện U Minh. 
Xã Khánh An có 177,7 km² diện tích tự nhiên và quy mô dân số là 27.170 người.
Ngày 25 tháng 7 năm 2025, HĐND xã Khánh An ban hành Nghị quyết về việc:
- Đổi tên Ấp 7 thuộc xã Nguyễn Phích thành Ấp 19 thuộc xã Khánh An.
- Đổi tên Ấp 8 thuộc xã Nguyễn Phích thành Ấp 20 thuộc xã Khánh An.
- Đổi tên Ấp 9 thuộc xã Nguyễn Phích thành Ấp 21 thuộc xã Khánh An.

## Kinh tế
Dự án Khí-Điện-Đạm Cà Mau nằm ở địa bàn xã.